# Episodi di Big Mouth (terza stagione)
La terza stagione della serie animata Big Mouth, composta da 10 episodi, è stata interamente pubblicata dal servizio di video on demand Netflix il 4 ottobre 2019, nei paesi in cui il servizio è disponibile. Un episodio speciale di San Valentino, di durata doppia rispetto al solito, è stato precedentemente pubblicato l'8 febbraio 2019 e poi incluso nella terza stagione.
| nº | Titolo originale                   | Titolo italiano                | Pubblicazione   |
| -- | ---------------------------------- | ------------------------------ | --------------- |
| 1  | My Furry Valentine                 | Un San Valentino mostruoso     | 8 febbraio 2019 |
| 2  | Girls Are Angry Too                | Anche le ragazze si arrabbiano | 4 ottobre 2019  |
| 3  | Cellsea                            | Cellsea                        | 4 ottobre 2019  |
| 4  | Obsessed                           | Ossessionato                   | 4 ottobre 2019  |
| 5  | Florida                            | Florida                        | 4 ottobre 2019  |
| 6  | How to Have an Orgasm              | Come avere un orgasmo          | 4 ottobre 2019  |
| 7  | Duke                               | Duke                           | 4 ottobre 2019  |
| 8  | Rankings                           | Classifiche                    | 4 ottobre 2019  |
| 9  | The ASSes                          | Il test                        | 4 ottobre 2019  |
| 10 | Disclosure the Movie: The Musical! | Rivelazioni: il musical!       | 4 ottobre 2019  |
| 11 | Super Mouth                        | Super Mouth                    | 4 ottobre 2019  |

## Un San Valentino mostruoso
- Titolo originale: My Furry Valentine
- Diretto da: Kim Arndt e Bob Suarez
- Scritto da: Emily Altman, Victor Quinaz, Andrew Goldberg, Jennifer Flackett e Joe Wengert

### Trama
Episodio speciale di San Valentino, incentrato sulle difficoltà che Andrew, Nick, Jessi e i loro amici si trovano ad affrontare in quel giorno.

## Anche le ragazze si arrabbiano
- Titolo originale: Girls Are Angry Too
- Diretto da: Bob Suarez
- Scritto da: Hayley Adams, JoEllen Redlingshafer e Kelsey Cressman

### Trama
Due settimane dopo San Valentino, un incidente a scuola causa l'imposizione di un dress code femminile, scatenando l'ira delle ragazze.

## Cellsea
- Titolo originale: Cellsea
- Diretto da: Bryan Francis
- Scritto da: Joe Wengert

### Trama
Mentre Matthew tenta di contattare Aiden, Nick inizia a diventare dipendente dallo smartphone appena regalatogli da sua sorella.
- Guest star: Martin Short (Gordie).

## Ossessionato
- Titolo originale: Obsessed
- Diretto da: Joel Moser
- Scritto da: Kelly Galuska e Jaboukie Young-White

### Trama
Matthew va al primo appuntamento con Aiden e la dipendenza di Nick dal suo cellulare continua a peggiorare. Nel frattempo Jay collabora con Missy alla scrittura del romanzo erotico di quest'ultima, con protagonista Nathan Fillion.

## Florida
- Titolo originale: Florida
- Diretto da: Kim Arndt
- Scritto da: Victor Quinaz

### Trama
Per la Pasqua ebraica, Nick va in Florida con Andrew e i suoi genitori. Qui Andrew comincia a provare dei sentimenti per sua cugina, mentre la madre del ragazzo inizia a essere nel periodo della menopausa. Nel contempo, Jay, vista l'assenza di Nick, si stabilisce a casa Birch, iniziando a frequentare i suoi genitori.
- Guest star: Carol Kane (menopausa), Judd Hirsch (Lewis Glouberman), David Cross (Skip Glouberman).

## Come avere un orgasmo
- Titolo originale: How to Have an Orgasm
- Diretto da: Bob Suarez
- Scritto da: Emily Altman

### Trama
Jessi continua a conoscere il suo corpo e, grazie anche ai consigli di Connie, comincia a scoprire la masturbazione. Andrew intanto è indeciso se mandare la foto del suo pene a sua cugina, mentre Nick prova gelosia per Jay che sta vivendo a casa sua.

## Duke
- Titolo originale: Duke
- Diretto da: Bryan Francis
- Scritto da: Gil Ozeri e Jak Knight

### Trama
Il fantasma di Duke Ellington racconta a Nick e ai suoi amici di quando perse la verginità nel 1913.
- Guest star: Wanda Sykes (fantasma di Harriet Tubman), Retta (madre di Duke).

## Classifiche
- Titolo originale: Rankings
- Diretto da: Joel Moser
- Scritto da: Kelly Galuska

### Trama
Durante l'addio al celibato di DeVon, i ragazzi stilano una classifica delle migliori ragazze, provocando la reazione di quest'ultime. Nel mentre arriva a scuola una nuova studentessa di nome Ali che, dichiarandosi pansessuale, suscita la curiosità della classe. Grazie a questa dichiarazione, Jay prende coraggio e anche lui fa coming out, affermando di essere bisessuale.

## Il test
- Titolo originale: The ASSes
- Diretto da: Kim Arndt
- Scritto da: Joe Wengert e Max Silvestri

### Trama
Un test scolastico preoccupa l'intera classe, a eccezione di Jay a cui viene prescritto l'Adderall. Dopo aver visto gli ottimi risultati del ragazzo, anche gli altri compagni cominciano a farsi vendere il farmaco da Jay. Nel frattempo, le pressioni della madre di Jessi sulla figlia, gettano la ragazza in depressione, causando l'arrivo di Kitty Depressione.
- Guest star: Rob Riggle (colonnello Adderall).

## Rivelazioni: il musical!
- Titolo originale: Disclosure the Movie: The Musical!
- Diretto da: Bob Suarez
- Scritto da: Emily Altman e Victor Quinaz

### Trama
Il musical scolastico del film Rivelazioni mette in imbarazzo i due protagonisti Nick e Missy. I Fab Five di Queer Eye, nel frattempo, fanno visita a Coach Steve.
- Guest star: Fab Five (loro stessi).

## Super Mouth
- Titolo originale: Super Mouth
- Diretto da: Bryan Francis e Mike L. Mayfield
- Scritto da: Gil Ozeri

### Trama
Una violenta tempesta dona i superpoteri a tutti gli studenti della scuola, provocando vari inconvenienti.